# تشارلز فولسوم
تشارلز فولسوم (بالإنجليزية: Charles Folsom)‏ هو أستاذ جامعي وأمين مكتبة أمريكي، ولد في 24 ديسمبر 1794 في إيكستر في الولايات المتحدة، وتوفي في 8 نوفمبر 1872 في كامبريدج في الولايات المتحدة.